# Preslav Crag
Der Preslav Crag (bulgarisch връх Преслав wrach Preslaw) ist ein steiler und etwa 600 m hoher Berg auf der Livingston-Insel im Archipel der Südlichen Shetlandinseln. In der Friesland Ridge der Tangra Mountains ragt er 1,65 km ostsüdöstlich des St. Cyril Peak, 2 km nordnordwestlich des Needle Peak und 3,1 km westsüdwestlich des höchsten Gipfels des Peshev Ridge auf. Erkennbar ist er an seinen eisfreien Südwest- und Nordosthängen. Der Prespa-Gletscher fließt südwestlich und der Macy-Gletscher nordöstlich von ihm. 
Die bulgarische Kommission für Antarktische Geographische Namen benannte ihn 2004 nach der Stadt Weliki Preslaw im Osten Bulgariens.